# Турер

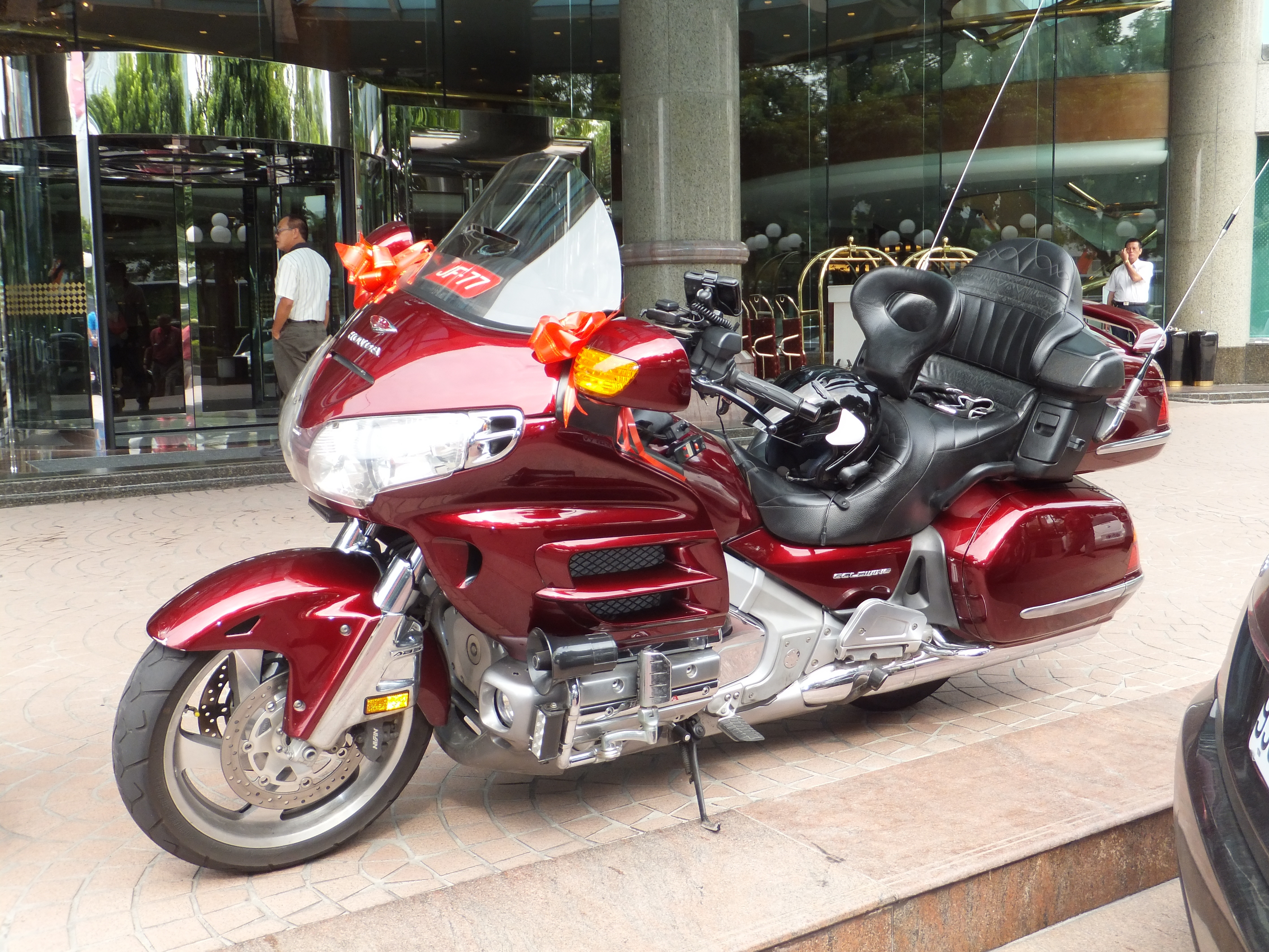
Honda Gold Wing

Турер (tourer) — туристичний мотоцикл, призначений для далеких подорожей. Переважно турери — дорогі апарати з високим рівнем комфорту, розвиненим вітрозахистом та великою кількістю додаткового обладнання: багажні кофри, підігрів рукояток керма, навігаційні системи тощо.